# 广州卫生职业技术学院
广州卫生职业技术学院，简称广州卫职院，位于广东省广州市，是经广东省人民政府批准、国家教育部备案的广州市属普通高校，学校代码:14592。

## 二级学院
- 公共基础学院
- 基础医学院
- 护理学院
- 口腔医学院
- 药学院
- 检验学院
- 康复保健学院
- 继续教育学院
- 马克思主义学院
- 临床医学院
- 创新创业教育学院
- 公共卫生与健康学院

## 教辅机构
- 高职教育发展研究中心
- 图书馆
- 国际交流与合作中心
- 信息技术中心
- 教师发展中心
- 校企合作中心
- 就业指导与服务中心
- 心理健康教育与辅导中心
- 医务室
- 招标采购中心
- 质量监控与项目管理办公室

## 附属医院
- 广州卫生职业技术学院附属第一医院（广州市花都区第二人民医院）[2]